# Ágnes Farkas
Ágnes Farkas (Boedapest, 21 april 1973) is een voormalige Hongaarse handbalspeelster die met het Hongaars nationale team in 2000 de Europese titel won.

## Erelijst

### Club

#### Nationale competitie
- Hongarije
  - Landskampioen: (5x) 1991, 1994, 1995, 1996, 2002
  - Bekerwinnaar:00 (6x) 1992, 1994, 1995, 1996, 2000, 2003
- Duitsland
  - Landskampioen: (1x) 1997
- Kroatië
  - Landskampioen: (2x) 1998, 1999
  - Bekerwinnaar:00 (6x) 1998, 1999

#### Internationale competitie
- Ferencváros TC
  - Champions League: finalist 2002
  - Cup Winners’ Cup:0 finalist 1994
- Borussia Dortmund
  - EHF Cup:000000000finalist 1997

### Nationaal team
- Olympische Spelen
  -  2000
- Wereldkampioenschap
  -  1995
  -  2003
- Europees kampioenschap
  -  1998
  -  2000
  -  2004

## Persoonlijke prijzen
- Topscoorder op EK; (2x) 1994, 2002
- Beste linker opbouwspeelster op EK; 1994
- Topscoorder in Hongaarse competitie; 2001
- Hongaarse speler van het jaar; (2x) 2001, 2002
- Lid van de orde van de Hongaarse Republiek

· 1964 Mária Tóth · 1965 Anna Rothermel · 1966 Erzsébet Bognár · 1967 Ágnes Végh · 1968 Mária Holub · 1970 Ágnes Babos · 1971 Márta Giba · 1972 Ágnes Babos · 1973 Ágota Bujdosó · 1974 Amália Sterbinszky · 1975 Ágota Bujdosó · 1976 Amália Sterbinszky · 1977 Amália Sterbinszky · 1978 Mária Vanya · 1979 Marianna Nagy · 1980 Marianna Nagy · 1981 Marianna Nagy · 1982 Marianna Nagy · 1983 Anna György · 1984 Zsuzsa Nyári · 1985 Marianna Nagy · 1986 Marianna Racz · 1987 Katalin Szilágyi · 1988 Csilla Elekes · 1989 Beatrix Kökény · 1990 Györgyi Hang · 1991 Beatrix Kökény · 1992 Erzsébet Kocsis · 1993 Éva Erdős · 1994 Erzsébet Kocsis · 1995 Beatrix Kökény · 1996 Eszter Mátéfi · 1997 Beatrix Balogh · 1998 Beáta Siti · 1999 Beáta Siti · 2000 Bojana Radulović · 2001 Ágnes Farkas · 2002 Ágnes Farkas · 2003 Katalin Pálinger · 2004 Katalin Pálinger · 2005 Anita Görbicz · 2006 Anita Görbicz · 2007 Anita Görbicz · 2008 Orsolya Vérten · 2009 Orsolya Vérten · 2010 Katalin Pálinger · 2011 Zita Szucsánszki · 2012 Zsuzsanna Tomori · 2013 Anita Görbicz · 2014 Anita Görbicz · 2015 Zita Szucsánszki · 2016 Zita Szucsánszki · 2017 Anita Görbicz · 2018 Anikó Kovacsics · 2019 Nadine Schatzl · 2020 Blanka Bíró · 2021 Gréta Márton